# دينيس فورونوف
دينيس فورونوف (بالروسية: Денис Игоревич Воронов)‏ هو لاعب كرة قدم روسي في مركز الدفاع، ولد في 2 يونيو 1991 في فلاديفوستوك في روسيا. لعب مع توم تومسك ونادي خيمكي.